# Monsanto e Idanha-a-Velha
Monsanto e Idanha-a-Velha (oficialmente: União das Freguesias de Monsanto e Idanha-a-Velha) é uma freguesia portuguesa do município de Idanha-a-Nova, com 152,73 km² de área e 766 habitantes (censo de 2021). A sua densidade populacional é 5 hab./km².

## História

### Monsanto
Monsanto avista-se na encosta de uma grande derrapagem escarpada, designada de o Pelourinho de Monsanto (Mons Sanctus). Situa-se a nordeste de Guarda e irrompe repentinamente do campo. No ponto mais alto, o seu pico atinge os 100 metros. A presença humana neste local data desde a era de Dom Afonso Henriques. A arqueologia diz-nos que o local foi habitado pelos bárbaros, no sopé do monte. Também existem vestígios da passagem visigótica e árabe. Os mouros seriam derrotados por Dom Afonso Henriques. Em 1165, o lugar de Monsanto foi doado ao rei de Portugal que, sob orientações de Gualdim Pais, mandou construir o Castelo de Monsanto. O foral foi concedido pela primeira vez em 1174 pelo Rei de Portugal e retificado, sucessivamente, por D. Sancho I (em 1190) e D. Afonso II (em 1217).
“O castelo de robusta construção, foi mandado construir por D. Gualdim Paes de Marecos, Grão Mestre dos Templários em 1239”

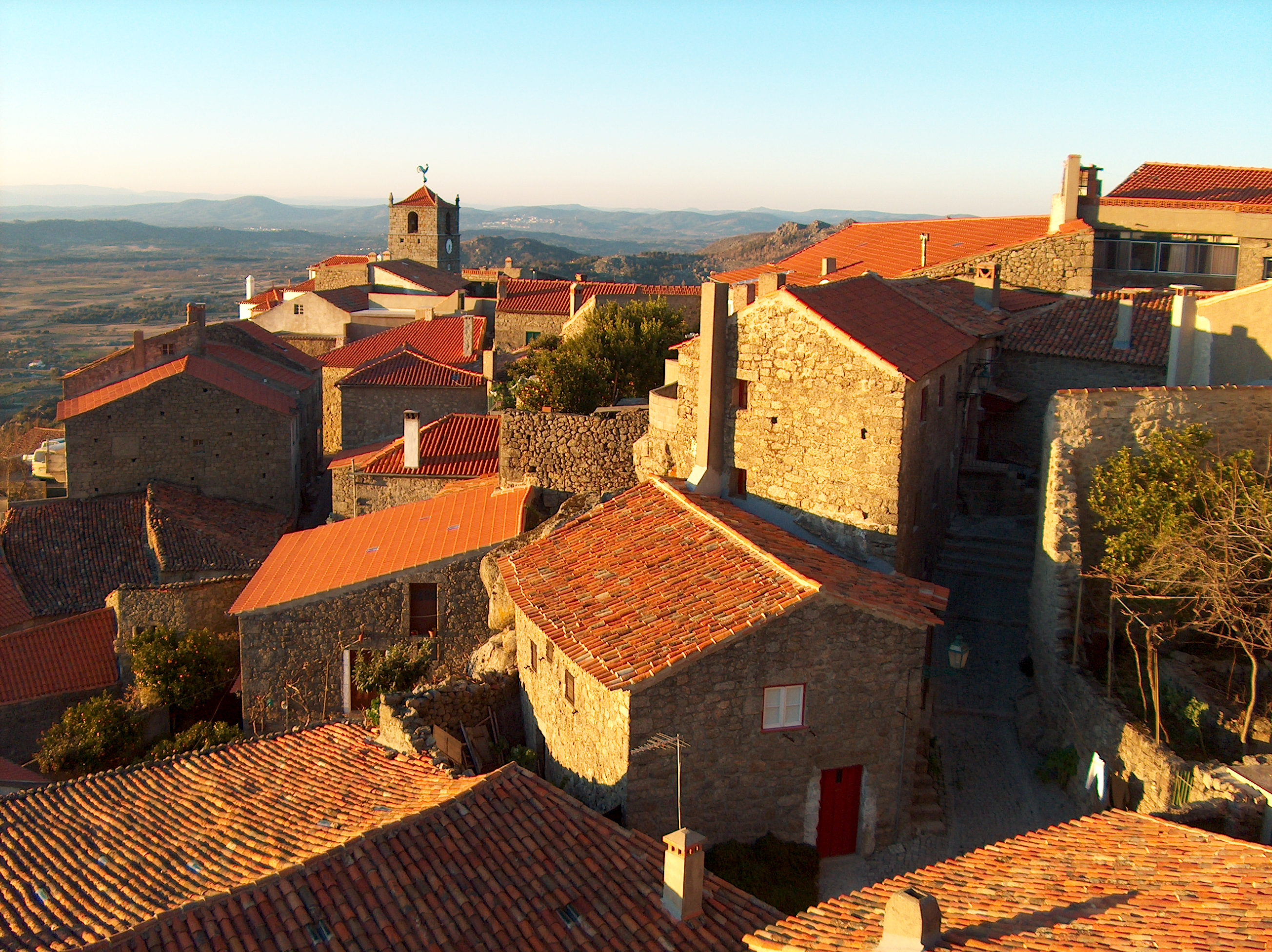
Vista da aldeia histórica com suas casas graníticas.

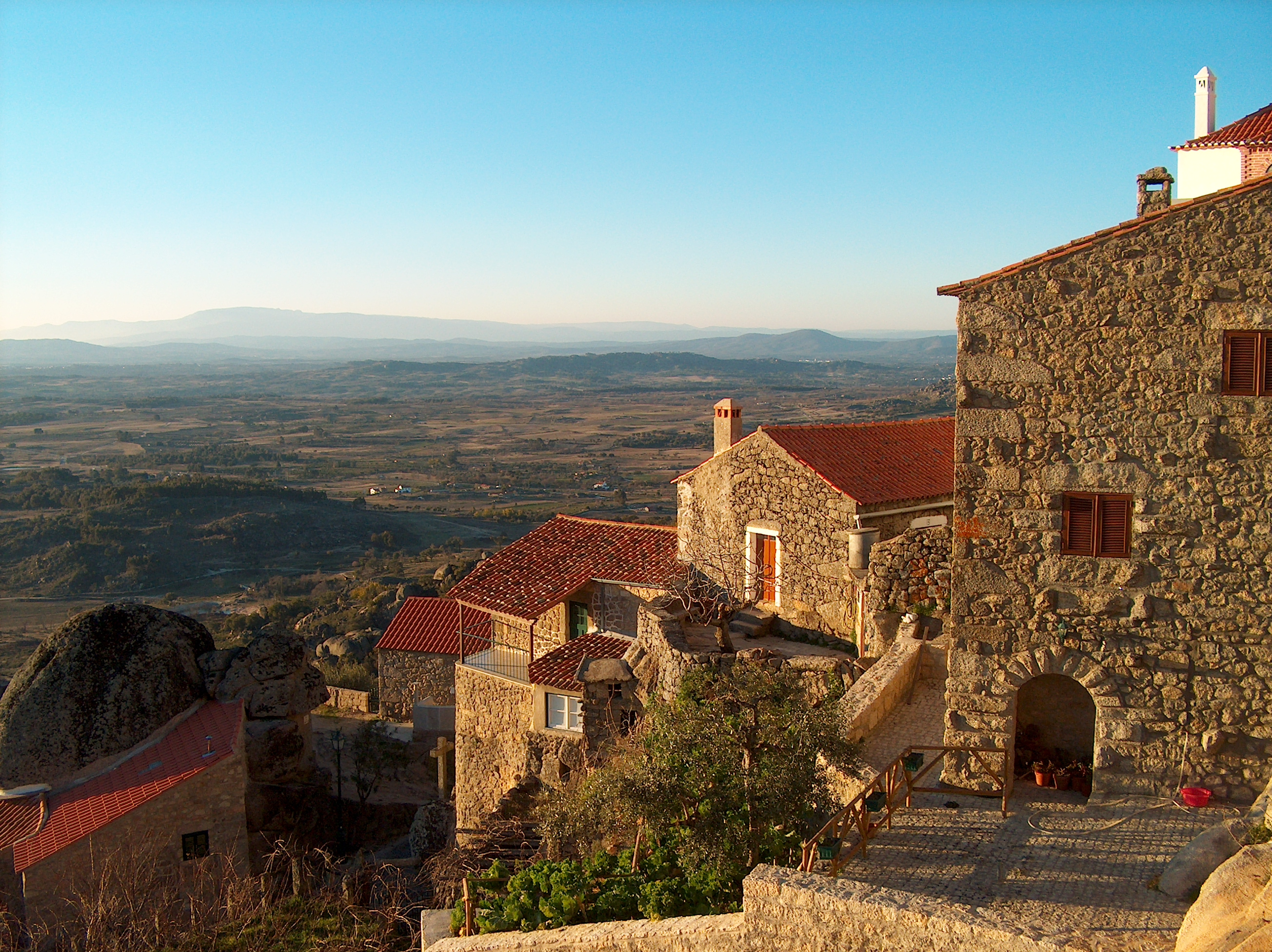
Monsanto e a vista sobre os arredores da aldeia histórica.

Foi D. Sancho I quem repovoou e reedificou a fortaleza que, entretanto, fora destruída nas lutas contra o Reino de Leão. Seriam novamente reparadas, um século mais tarde, pelos Cavaleiros Templários.
Em 1308, o rei D. Dinis deu Carta de Feira. Em 1510, seria o rei Dom Manuel I a entregar de novo foral e concedendo à aldeia a categoria de vila.
Em meados do século XVII, Luis de Haro y Guzmán (ministro de Filipe IV de Espanha), tenta cercar Monsanto, mas sem sucesso. No século XVIII, o Duque de Berwick também cerca Monsanto, mas o exército português, comandado pelo Marquês das Minas, derrota o invasor nas difíceis escarpas que se erguem até ao castelo. Monsanto foi sede de concelho no período 1758-1853. Em 1815 um grave acidente, provocado por um raio, destruiu o seu castelo medieval, pela explosão do paiol de munições.
Em 1927 a localidade foi de novo elevada à categoria de vila.
Em 1938, ganhou o título de "Aldeia mais portuguesa de Portugal", exibindo o Galo de Prata, troféu da autoria de Abel Pereira da Silva, cuja réplica permanece até hoje no cimo da Torre do Relógio ou de Lucano. Um pouco por toda a parte, foram depois colocadas réplicas do Galo de Prata, quer em igrejas, torres ou outros monumentos de todo o país.

### Idanha-a-Velha
A povoação de Idanha-a-Velha foi fundada no período de Augusto (século I a.C.) e a fundação deste núcleo populacional teve para Roma uma importância extrema entre Guarda (Lancia Oppidana) e Mérida (Augusta Emerita). A ocupação romana desta zona está bem comprovada pela observação detalhada das muralhas edificadas entre os séculos III a IV, quando do início das Invasões Bárbaras. É possível identificar os inúmeros vestígios materiais de habitações e templos romanos existentes na povoação, com o reaproveitamento de pedra nas construções posteriores. De facto, esta muralha só cercava parte do que terá sido a magnífica cidade do Alto Império. Segundo algumas teorias, terá sido aqui que, em 305, terá nascido o Papa Dâmaso I.
Os elementos romanos mais importantes foram destruídos no século V pelos Suevos, restando vestígios em condições muito diversas: a Ponte de Alcântara, que ligava Mérida (Augusta Emerita) a Astorga (Asturica), o Forum, o Podium de Vénus (sobre o qual foi construída a Torre dos Templários), e as Termas, a sul do Forum. No concílio de Lugo, em 569, participou também Idanha, ainda não apelidada de "a Velha". A prosperidade veio com a conquista visigótica, durante a qual foram construídos a Catedral, o Palácio dos Bispos, o Paço episcopal e a Ponte de São Dâmaso. Em 713, os mouros tomaram a cidade e destruíram-na. Reconquistada pelo Rei Afonso III de Leão, foi perdida novamente, só tendo sido definitivamente tomada por D. Sancho I.
Em 1319, D. Dinis doou-a à Ordem de Cristo e o foral só foi renovado no tempo de D. Manuel I em 1514. Os seus marcos mais importantes são o Pelourinho, a Igreja Matriz, as Capelas de São Dâmaso, de São Sebastião e do Espírito Santo.

### União de freguesias
A atual união de freguesias foi constituída em 2013, no âmbito de uma reforma administrativa nacional, pela agregação das antigas freguesias de Monsanto e Idanha-a-Velha e tem a sede em Monsanto.

## Demografia
A população registada nos censos foi:
| Distribuição da População por Grupos Etários | Distribuição da População por Grupos Etários | Distribuição da População por Grupos Etários | Distribuição da População por Grupos Etários | Distribuição da População por Grupos Etários | Distribuição da População por Grupos Etários |
| -------------------------------------------- | -------------------------------------------- | -------------------------------------------- | -------------------------------------------- | -------------------------------------------- | -------------------------------------------- |
| Antes da agregação                           |                                              |                                              |                                              |                                              |                                              |
| Ano                                          | 0-14 anos                                    | 15-24 anos                                   | 25-64 anos                                   | >= 65 anos                                   | Total                                        |
| 2001                                         | 68                                           | 50                                           | 419                                          | 702                                          | 1239                                         |
| 2011                                         | 32                                           | 45                                           | 277                                          | 538                                          | 892                                          |
| Após a agregação                             |                                              |                                              |                                              |                                              |                                              |
| Ano                                          | 0-14 anos                                    | 15-24 anos                                   | 25-64 anos                                   | >= 65 anos                                   | Total                                        |
| 2021                                         | 50                                           | 27                                           | 275                                          | 414                                          | 766                                          |